# Área Vitivinícola Americana

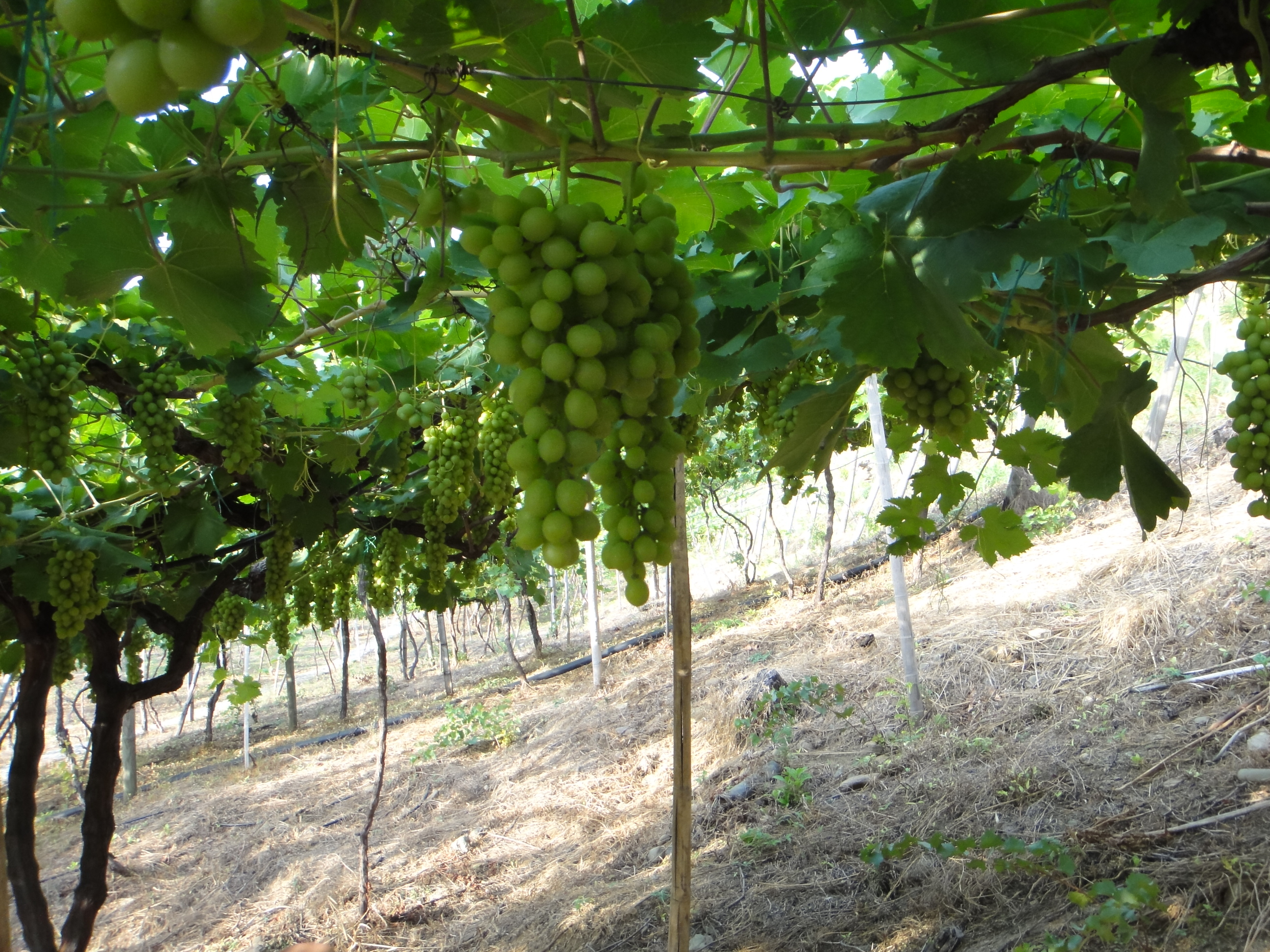
This is a AVA

El Área Vitivinícola Americana (del inglés: American Viticultural Area (AVA)) es una región de producción de uva para vino en los Estados Unidos, distinguible por sus características geográficas, con límites definidos por la Oficina de Comercio de Impuestos de Alcohol y Tabaco (TTB) y el Departamento del Tesoro de los Estados Unidos.
La TTB define a las regiones AVA según las peticiones de cada bodega. Hasta mayo de 2008, los Estados Unidos contaban con 190 AVA. Antes de la instalación de este sistema, la denominación de origen de los vinos en los Estados Unidos habían sido designadas sobre la base de los límites de los estados o condados. Todas estas denominaciones fueron protegidas según la legislación federal, y actualmente pueden aparecer en las etiquetas bajo la referencia de «lugar de origen», aunque son distintas a las de AVA.
Las Áreas Vitivinícolas Americanas varían en tamaño. Pueden ser tan grandes como el Upper Mississippi River Valley AVA, con 29.900 millas cuadradas a lo largo de cuatro estados, o mucho más pequeñas como el Cole Ranch AVA en el Condado de Mendocino, California, con tan solo 72 acres. El Augusta AVA, ubicada cerca del pueblo de Augusta, Misuri, fue la primera región reconocida por este sistema, al obtener este estatus el 20 de junio de 1980.
A diferencia de la mayoría de las denominaciones de origen de Europa, un AVA especifica tan solo un lugar geográfico a partir de los cuales, al menos el 85% de las uvas utilizadas para hacer un vino, deben de haber crecido en dicha área. Las AVA se asemejan a la indicazione geografica tipica, reconocida por el gobierno italiano, más que otros sistemas de denominación de origen europeos. Las denominaciones de origen de un Área Vitícola Americana no limita solo al tipo de uvas cultivadas, el método de vinificación o el rendimiento de los cultivos. Algunos de estos factores, sin embargo, pueden ser usados por aquellos que han solicitado peticiones como justificación de la singularidad del lugar en el momento de proponer una nueva AVA.
El cultivo de la vid llegó a Estados Unidos precisamente a través de California, mediante los misioneros franciscanos españoles, que la empezaron a plantar para obtener vino de misa a partir del siglo XVIII. Con un crecimiento lento y sostenido, la introducción de cepas europeas empezó con mayor insistencia hacia 1860. Aunque se vio afectado por la filoxera (1880) y la posterior Ley Seca (entre 1919 y 1933), el desarrollo de la industria del vino tomó auge en la segunda mitad del siglo XX. En la década de 1960, California fue principalmente conocida por vinos dulces elaborados a partir de uvas cariñena y Thompson Seedless (también conocida como sultanina, y empleada sobre todo para hacer pasas, más que vino). Sin embargo, la expansión y el trabajo enológico consiguieron, sobre todo a partir de 1976, que otros vinos tintos y vinos blancos de California alcanzaran calidades comparables a los mejores vinos franceses (ver aquí) y fueran reconocidas internacionalmente.

## Requisitos
La normativa vigente impone los siguientes requisitos adicionales en un AVA:
- Pruebas de que el nombre de la nueva AVA, a la que hace referencia el área propuesta, es conocida a nivel nacional o local.
- Evidencia histórica o actual que pruebe que los límites son legítimos.
- Prueba de que las condiciones de cultivo, tales como el clima, el suelo, la altura, y las características físicas son distintivas.

Los peticionarios están obligados a proporcionar dicha información cuando se solicite un nuevo AVA y también están obligados a utilizar mapas de la USGS para describir y mostrar los límites.
Una vez que se establezca un AVA, por lo menos el 85% de las uvas utilizadas para hacer un vino debe de haber sido cultivada en el área especificada concreta, en caso de que un AVA salga como referencia en su etiqueta.
Los límites de los estados o condados —como por ejemplo, para Oregón o el Condado de Sonoma— no son AVA, a pesar de que se utilizan para identificar el origen de un vino. Las AVA son reservadas para situaciones en que un área definida geográficamente ha estado utilizando el nombre y ha llegado a ser identificada con esa zona.
Una viña puede estar en más de un AVA. Por ejemplo, el Valle de Santa Clara AVA y el Valle de Livermore AVA se encuentran en el territorio de la Bahía de San Francisco AVA, situada en la Costa Central AVA.

## Actuales áreas
La siguiente es una lista de AVA divididas por regiones:

### Lista de AVA de California

#### Costa Central y Montañas de Santa Cruz
Todas estas Áreas Vitivinícolas Americanas (AVA) están incluidas en los límites geográficos de la Costa Central AVA, a excepción de Ben Lomond Mountain AVA y Santa Cruz Mountains AVA, que están excluidas de la gran AVA regional.

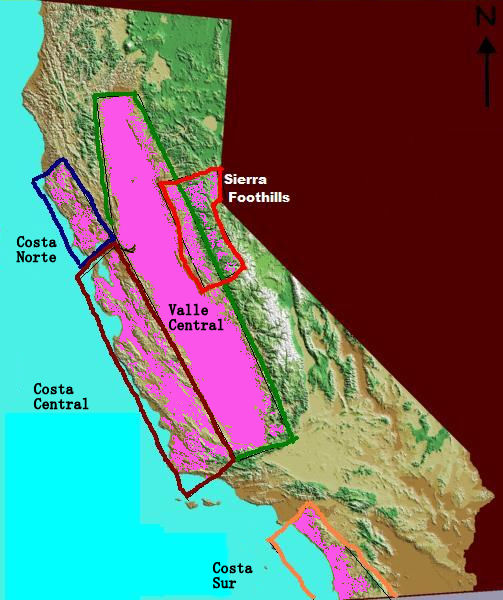
Regiones de vino en California.

| - Arroyo Grande Valley - Arroyo Seco - Ben Lomond Mountain - Carmel Valley - Central Coast - Chalone - Cienega Valley - Edna Valley - Hames Valley - Lime Kiln Valley - Livermore Valley - Monterey - Mt. Harlan - Pacheco Pass - Paicines | - Paso Robles - San Antonio Valley - San Benito - San Bernabe - San Francisco Bay - San Lucas - San Ysidro District - Santa Clara Valley - Santa Cruz Mountains - Santa Lucia Highlands - Santa Maria Valley - Sta. Rita Hills - Santa Ynez Valley - York Mountain |  |

#### Valle Central
A diferencia de las otras regiones de California, no hay ninguna gran designación de AVA que incluye a toda la región de producción de uvas del Valle Central.
| - Alta Mesa - Borden Ranch - Capay Valley - Clarksburg - Clements Hills - Cosumnes River | - Diablo Grande - Dunnigan Hills - Jahant - Lodi - Madera - Merritt Island | - Mokelumne River - River Junction - Salado Creek - Sloughhouse - Tracy Hills |

#### Montañas Klamath
Áreas Vitivinícolas Americanas  (AVA) están localizadas en el sur de las Montañas Klamath del Noroeste de California.
| - Seiad Valley | - Trinity Lakes | - Willow Creek |

#### Costa Norte
Todas las Áreas Vitivinícolas Americanas  (AVA) están incluidas dentro de los seis condados de North Coast AVA.
| - Alexander Valley - Anderson Valley - Atlas Peak - Bennett Valley - Benmore Valley - Chalk Hill - Chiles Valley - Clear Lake - Cole Ranch - Covelo - Diamond Mountain District - Dos Rios - Dry Creek Valley - Green Valley of Russian River Valley - Guenoc Valley | - High Valley - Howell Mountain - Knights Valley - Los Carneros - McDowell Valley - Mendocino - Mendocino Ridge - Mt. Veeder - Napa Valley - North Coast - Northern Sonoma - Oak Knoll District of Napa Valley - Oakville - Potter Valley - Red Hills Lake County | - Redwood Valley - Rockpile - Russian River Valley - Rutherford - Solano County Green Valley - Sonoma Coast - Sonoma Mountain - Sonoma Valley - Spring Mountain District - St. Helena - Stags Leap District - Suisun Valley - Wild Horse Valley - Yorkville Highlands - Yountville |

#### Sierra Foothills
Áreas Vitivinícolas Americanas  (AVA) que están completamente dentro de los límites geográficos de la Sierra Foothills AVA.
| - California Shenandoah Valley - El Dorado | - Fair Play - Fiddletown | - North Yuba - Sierra Foothills |

#### Costa Sur
Áreas Vitivinícolas Americanas (AVA) que están completamente en las zonas geográficas de South Coast AVA.
| - Cucamonga Valley - Leona Valley - Malibu-Newton Canyon | - Ramona Valley - Saddle Rock-Malibu - San Pasqual Valley | - South Coast - Temecula Valley |

### Lista de AVA en el Pacífico Noroeste
Áreas Vitivinícolas Americanas  (AVA) en el Pacific Noroeste de los estados de Oregón, Washington y Idaho:
| - Applegate Valley, Oregón - Chehalem Mountains, Oregón - Columbia Gorge, Oregón y Washington - Columbia Valley, Washington y Oregón - Dundee Hills, Oregón - Eola-Amity Hills, Oregón - Horse Heaven Hills, Washington - McMinnville, Oregón | - Puget Sound, Washington - Rattlesnake Hills, Washington - Red Hill Douglas County, Oregón - Red Mountain, Washington - Ribbon Ridge, Oregón - Rogue Valley, Oregón - Snake River Valley, Idaho y Oregón - Snipes Mountain AVA, Washington - Southern Oregón, Oregón | - Umpqua Valley, Oregón - Wahluke Slope, Washington - Walla Walla Valley, Oregón y Washington - Willamette Valley, Oregón - Yakima Valley, Washington - Yamhill-Carlton District, Oregón |

### Lisa de AVAs en la Costa Este
Áreas Vitivinícolas Americanas  (AVAs) en la Costa Este de Estados Unidos:
| - Catoctin, Maryland - Cayuga Lake, Nueva York - Central Delaware Valley, Nueva Jersey & Pensilvania - Cumberland Valley, Maryland & Pensilvania - Finger Lakes, Nueva York - Hudson River Region, Nueva York - Lake Erie, Nueva York, Ohio y Pensilvania - Lancaster Valley, Pensilvania - Lehigh Valley, Pensilvania - Linganore, Maryland | - Long Island, Nueva York - Martha's Vineyard, Massachusetts - Monticello, Virginia - Niagara Escarpment, Nueva York - North Fork of Long Island, Nueva York - North Fork of Roanoke, Virginia - Northern Neck George Washington Birthplace, Virginia - Outer Coastal Plain, Nueva Jersey - Rocky Knob, Virginia | - Seneca Lake, Nueva York - Shenandoah Valley, Virginia y Virginia Occidental - Southeastern New England, Connecticut, Massachusetts y Rhode Island - The Hamptons, Long Island, Nueva York - Virginia's Eastern Shore, Virginia - Warren Hills, Nueva Jersey - Western Connecticut Highlands, Connecticut - Yadkin Valley, Carolina del Norte |

### Lista de AVAs en el Área Central
Áreas Vitivinícolas Americanas (AVA):
| - Alexandria Lakes, Minnesota - Altus, Arkansas - Arkansas Mountain, Arkansas - Augusta, Misuri - Bell Mountain, Texas - Escondido Valley, Texas - Fennville, Míchigan - Fredericksburg in the Texas Hill Country, Texas - Grand River Valley, Ohio - Grand Valley, Colorado - Hermann, Misuri | - Isle St. George, Ohio - Kanawha River Valley, Virginia Occidental - Lake Michigan Shore, Míchigan - Lake Wisconsin, Wisconsin - Leelanau Peninsula, Míchigan - Loramie Creek, Ohio - Mesilla Valley, Nuevo México y Texas - Middle Rio Grande Valley, Nuevo México - Mimbres Valley, Nuevo México - Mississippi Delta, Luisiana, Misisipi y Tennessee - Ohio River Valley, Indiana, Kentucky, Ohio y Virginia Occidental | - Old Mission Peninsula, Míchigan - Ozark Highlands, Misuri - Ozark Mountain, Arkansas, Misuri y Oklahoma - Shawnee Hills, Illinois - Shenandoah Valley, Virginia y Virginia Occidental - Sonoita, Arizona - Texas Davis Mountains, Texas - Texas High Plains, Texas - Texas Hill Country, Texas - Texoma, Texas - Upper Mississippi Valley, Illinois, Iowa, Minnesota y Wisconsin - West Elks, Colorado |